# 旧ユーゴスラビア国際戦犯法廷
旧ユーゴスラビア国際戦犯法廷（きゅうユーゴスラビアこくさいせんぱんほうてい、英語: International Criminal Tribunal for the former Yugoslavia、ICTY（アイシーティーワイ））は、国際連合の安保理決議827によって1993年5月に設置された、旧ユーゴスラビア紛争の戦後処理を目的とした国際司法機関。正式名称は1991年以後旧ユーゴスラビアの領域内で行われた国際人道法に対する重大な違反について責任を有するものの訴追のための国際裁判所（英: International Tribunal for the Prosecution of Persons Responsible for Serious Violations of International Humanitarian Law Committed in the Territory of the Former Yugoslavia since 1991）。旧ユーゴスラビア国際刑事裁判所ともいわれる。
2017年12月21日に閉廷式典が開かれた。合計161人が訴追（うち90人以上はセルビア人）され、有罪判決が下った受刑者はICTYと協定を結んだ欧州14カ国で収監された。召喚された証人は約4650人、起訴状や判決文は約250万ページに達した。今後は、1000人以上いた職員が半分以下に減って残務処理を行い、ラドヴァン・カラジッチら2被告の控訴審は国連の国際刑事裁判メカニズムが引き継ぐ。

## 設立の目的
- 1991年以後の旧ユーゴスラビア領域内で行われた、民族浄化や集団レイプなどの深刻な国際人道法違反について責任を有する者を訴追・処罰する。
- 旧ユーゴスラビアにおける和解を促進することにより平和再建に貢献する。

## 所在地
ハーグ（オランダ）

## 設置根拠
- 1993年5月25日、安全保障理事会決議[4]

国際連合憲章第7章の下に行動する安全保障理事会により、非軍事的措置の一環として、安全保障理事会の補助機関（国連憲章第29条）という形で設置された。
- 旧ユーゴスラビア国際刑事裁判所規程[5]

## 組織
ICTYは主に裁判局、検察局、そして書記局で構成され、およそ1200名のスタッフが働いていた。
裁判局は、裁判官とその補佐たちが含まれる。この法廷には3つの裁判部と1つの上訴裁判部がある。裁判部の裁判長は、上訴裁判部の裁判長も兼ねている。2005年よりイタリアのファウスト・ポカール（Fausto Pocar）が裁判長を務めている。それ以前の裁判長は、イタリアのアントニオ・カッセーゼ (Antonio Cassese) が1993年から1997年まで、アメリカのガブリエラ・カーク＝マクドナルド (Gabrielle Kirk-McDonald) が1997年から1999年まで、フランスのクロード・ジョルダ (Claude Jorda) が1999年から2002年まで、アメリカのテオドール・メロン (Theodor Meron) が2002年から2005年までとなっている。
書記局は、法廷での記録、文書の翻訳、被告人や証人に対する通訳、広報だけでなく、経理や人事など、ICTYの運営を担当している。また、公判中に拘留される被告人に関する事柄や、弁護のための費用のない被告人に対する補助なども担当している。現在の書記長は2001年からオランダのハンス・ホルティウス (Hans Holthuis) が務めている。それ以前は、1995年から2000年までオランダの (Dorothée de Sampayo Garrido-Nijgh) が、1994年2月から同年12月まではオランダのテオ・ファン・ボーヴェン (Theo van Boven) が務めた。
検察局は犯罪捜査や証拠収集、起訴等を担当している。現在の検察局を率いている検察官はベルギーのセルジュ・ブラメーツ (Serge Brammertz) である。それ以前は、ベネズエラのラモン・エスコヴァル・サロム (Ramón Escovar Salom) が1993年から1994年まで、南アフリカのリチャード・ゴールドストーン (Richard Goldstone) が1994年から1996年まで、カナダのルイーズ・アルブールが1996年から1999年まで、スイスのカルラ・デル・ポンテが1999年から2007年までとなっている。カルラ・デル・ポンテは2003年までルワンダ国際戦犯法廷でも検察官を務めていた。

## 管轄
- 領域的管轄…旧ユーゴスラヴィア領域内
- 時間的管轄…1991年1月1日以降
- 人的管轄…個人（自然人）
- 事項的管轄（対象犯罪）
  1. ジュネーブ諸条約の重大な違反となる行為
  2. 戦争法規・慣例の違反
  3. ジェノサイド罪
  4. 人道に対する罪

## 刑罰
拘禁刑（死刑なし）

## 動向
- 2005年12月8日、デル・ポンテ主任検事は、150人以上のセルビア人を殺したジェノサイド罪や人道に対する罪で訴追され手配されていた、クロアチアのアンテ・ゴトヴィナ元将軍を12月7日（スペイン現地時間）、スペイン領カナリア諸島のホテルで逮捕したと発表した。ゴドヴィナは8日にいったん首都マドリードに移送されたのち、本法廷が所在するハーグに拘引されて公判が開かれた。
- 2006年3月11日、被告であった元ユーゴスラビア連邦共和国大統領スロボダン・ミロシェヴィッチが、獄中で死亡した。
- 2008年8月、元スルプスカ共和国大統領・ラドヴァン・カラジッチがセルビアで逮捕され、ICTYに移送された。
- 2009年2月26日、ミラン・ミルティノヴィッチ（英語版）元セルビア共和国大統領に無罪判決と釈放が言い渡された[6]。
- 2011年5月26日、元スルプスカ共和国軍の参謀総長ラトコ・ムラディッチの逮捕が、セルビア大統領ボリス・タディッチにより発表された[7]。
- 2011年7月20日、ゴラン・ハジッチ（英語版）元クライナ・セルビア人共和国大統領が逮捕された、これにより訴追されたすべての人間が逮捕された[8]。
- 2012年にゴドヴィナ被告に無罪判決が下され、釈放された[9]。
- 2016年3月24日、ラドヴァン・カラジッチに大量虐殺の関与、投獄や人道に反する罪で禁錮40年を言い渡した[10][11]。
- 2016年3月31日、セルビア急進党党首ヴォイスラヴ・シェシェリに全ての罪状について無罪判決を言い渡した[12]。
- 2016年7月12日、ゴラン・ハジッチが脳腫瘍のため死去した[13]。
- 2017年11月22日、ラトコ・ムラディッチに終身禁錮を言い渡した[14]。これによりすべての被告の一審判決が出揃った。
- 2017年11月29日、元クロアチア防衛評議会司令官のスロボダン・プラリャクに懲役20年を言い渡した。プラリャクは判決の直後「判決を拒否する」と叫び、判事らの目前で致死量の青酸カリを飲み自殺した[15][16]。
- 2018年4月11日、ヴォイスラヴ・シェシェリについてICTYを継承した国際刑事法廷メカニズムは、戦争犯罪6件については一審の無罪判決を支持した一方で人道に対する罪3件を有罪とし、禁錮10年の有罪判決を言い渡した。しかしシェシェリはすでに12年勾留されていたため、改めて身柄を拘束されることはないという[17]。
- 2019年3月20日、カラジッチ被告の上訴審が20日、オランダ・ハーグであり、終身刑の判決が出た。禁錮40年だった1審判決より重い量刑[18]。
- 2021年6月8日、国際刑事法廷メカニズムはムラディッチ被告の一審判決を支持し、終身刑が確定した[19]。これにより訴追されたすべての被告の裁判が終了した[19]。
- 2021年6月30日、セルビアの元国家保安庁（SDB）（後に国家保安局（RDB））長官ヨヴィツァ・スタニシッチと諜報員フランコ・シマトビッチ（英語版）は再審により有罪となり、人道に対する罪として12年の刑を宣告された[20][21]。

## 国内裁判所との関係
旧ユーゴスラビア国際戦犯法廷は国内裁判所に優越する。

## 歴史的意義と批判[3]
- 旧ユーゴスラビア各民族の和解促進も目的としているが、セルビア人の間では、セルビア人に対する訴追が多かったことや、北大西洋条約機構（NATO）軍によるセルビアの民間人・施設への爆撃が不起訴とされたことへの不満が強い。
- ICTY以降、ルワンダ国際戦犯法廷、カンボジア特別法廷、シエラレオネ特別法廷が相次ぎ設置されたほか、国際刑事裁判所がハーグに常設された。
- 第二次世界大戦の戦後処理を行ったニュルンベルク裁判、極東国際軍事裁判以来では初の国際戦犯裁判であった。